# 淮镇
淮镇（国家统计局区划代码资料登记为淮镇镇），是中华人民共和国河北省沧州市献县下辖的一个乡镇级行政单位。

## 行政区划
淮镇下辖以下地区：
南街村、东洋村、西洋村、东刘庄村、东后庄村、董庄村、东街村、西街村、北街村、中街村、尚园子村、安庄村、罗庄村、东李口村、前厂村、后厂村、孙庄村、东于庄村、前丁庄村、后丁庄村、桑园屯村、杨家洼村、李家洼村、郭家洼村、百兴庄村、北洋村、圈头村、马兰村、东南村、西南村和后南村。